# 利耶帕亚国际机场
利耶帕亚国际机场（IATA：LPX，ICAO：EVLA），是拉脱维亚西部的一个支线机场，具备起降国际航班的资格。该机场与里加国际机场、文茨皮尔斯机场是拉脱维亚最重要的三座机场。

## 概况
利耶帕亚国际机场距利耶帕亚市区7千米，距首都里加和立陶宛边境分别为210千米和60千米。机场占地面积2.2万平方千米，属于利耶帕亚经济特区的一部分。在中断14年之后，利耶帕亚-里加航线于2005年9月重新开通，为季节性航线。2007年起，又新增了哥本哈根和汉堡航线。波罗的海航空是惟一一家在利耶帕亚机场开通定期航班的公司。
冷战时期，利耶帕亚国际机场是苏联防空部队的基地。该部队曾在1950年4月8日击落美国空军的PB4Y-2 Privateer飞机。

## 通航航空公司及航点
- 波罗的海航空：哥本哈根（季节性）、汉堡（季节性）、里加（季节性）
- Atlant-Soyuz Airlines：莫斯科-伏努科沃

## 地面交通
2路公交车往返于利耶帕亚国际机场与市中心之间。